# نخستین روشن شدن!
 نخستین روشن شدن! (به انگلیسی: The First Turn-On!) فیلمی محصول سال ۱۹۸۳ و به کارگردانی لوید کافمن و مایکل هرتس است. در این فیلم بازیگرانی همچون جورجیا هارل، مایکل سانویل، گوگی گرس، جان فلود، هایدی میلر، شیلا کندی، وینسنت دن آفریو، روندل شریدان و تد هنینگ ایفای نقش کرده‌اند.